# Baptisia pinetorum
Baptisia pinetorum är en ärtväxtart som beskrevs av Larisey. Baptisia pinetorum ingår i släktet Baptisia och familjen ärtväxter. Inga underarter finns listade i Catalogue of Life.